# Tidskrift för litteraturvetenskap
Tidskrift för litteraturvetenskap (TFL) startades 1971 i Lund mot bakgrund av att Sveriges övriga kulturtidskrifter upplevdes som allt mindre intresserade av litteratur och litteraturvetenskap. Man ville med den nya tidskriften skapa ett rum för kritisk diskussion av den forskning som bedrivs kring litteratur i Sverige och utomlands. Sedan dess har tidskriften etablerat sig som en av de främsta svenska kulturtidskrifterna.
Utgivningen av TFL cirkulerar (ambulerar) mellan landets institutioner i tvåårsintervall och Umeå universitet är dess värd fram till årsskiftet 2010/2011.

## Hemsida
- Tidskrift för litteraturvetenskap